# 桂平沉船事件
桂平沉船事件发生于2012年3月11日13时25分许，广西壮族自治区贵港市所辖的桂平市“桂平石咀客渡035号”船（核载30人，实载50人）从桂平城区下航至浔江的羊栏滩白沙尾处（出事地点宽600米水深25米），与上航的“桂平瑞丰329”货船发生碰撞，造成客渡船翻沉，截止3月15日16时40分，搜寻人员已将沉船打捞上岸，确认这次事故生还人数28人，死亡14人，失踪6人。
事故发生后，广西壮族自治区政府成立了“3.11”水上交通事故紧急处置领导小组和事故调查组，指挥搜寻打捞工作，并做好安抚慰问死者家属等工作。
但网友称，事发当日，广西有关部门称事故造成2人死亡、1人失踪，两天后举行的新闻发布会上依然称只有2人死亡，失踪人数未被提及，但到16日，突然确认14名遇难者，6人失踪。数据5天3变，令人心寒。

## 死亡失踪情况
- 3月16日，桂平市政府公布了“3·11”事故中14名遇难人员、6名失踪人员的名单，这份名单公布了遇难或失踪人员的姓名、年龄、性别、身份证号、住址等，其中涉及南木镇大黎村12人，石咀镇榄沙村6人，石咀镇小汶村1人，钦州市钦南区那丽镇1人（在南木镇大黎村暂住）。20名遇难者、失踪者中，多数是老年人和儿童，其中11岁以下的儿童有5人。
- 3月27日晚，桂平沉船事件搜寻工作已经结束。确认生还30人（含2名船员）、遇难20人。至3月25日下午，遇难者遗体已全部火化。[2]

## 资料来源
1. ↑  .   [2020-09-11]. （原始内容存档于2018-09-30）.
2. ↑  http://news.qq.com（腾讯新闻网）%5B%5D